# Мужність бути
«Мужність бути» (англ. «The Courage to Be», 1952) — праця одного з найвпливовіших теологів ХХ століття Пауля Тілліха на основі екзистенційної психології та екзистенційної філософії, що розкриває види тривоги, сенс розпачу та страждання, питання подолання тривог і знаходження свого «мужності бути» та подію «зустрічі» людини з Богом як завершення цього шляху. 

## Зміст
Тілліх розмірковує над проблемою тривоги. Для Тілліха тривога — це «крах цінностей», тобто реальною тривогою є те, що впливає на цінності та світогляд людини, що богослов описує в контексті екзистенціальної психології. Ця тривога, подібно як у Гайдеґґера, змушує людину відчувати страх (насамперед перед небуттям, тобто смертю, повною відсутністю свідомості та буття). На початку, Тілліх схиляється до питань, які раніше вивчили філософи різних епох до цієї теми: мужність і відвага (Платон, Фома Аквінський), мужність і мудрість (стоїки), мужність і самоствердження (Спіноза), мужність і життя (Ніцше) та робить спільний висновок про буття (як людський простір існування) і мужність (як основу опори людського існування). «Мужність бути» об'єднує обидва значення поняття «мужність»: онтологічне та етичне. Мужність як здійснюваний людиною акт, що підлягає оцінці, є етичним поняттям, а мужність як універсальне і сутнісне самоствердження людського буття є онтологічним поняттям. Мужність бути — це етичний акт, у якому людина утверджує своє буття всупереч тим елементам свого існування, які протистоять її сутнісному самоствердженню.
Тілліх розглядає три види тривоги: біологічну тривогу («тривога долі та смерті»), екзистенційну тривогу («тривога порожнечі та відсутності сенсу») та онтологічну тривогу («тривога провини та осуду»). Під першою він розуміє страх фізичної смерті і питання, пов'язані з подоланням цього страху. Стосовно другої, Тілліх пише про проблеми існування людини (особисті, соціальні, переосмислення цілей у житті тощо) і порушує питання про подолання цих тривог і формування свого «мужності бути», що дає змогу виробити особисту екзистенціальну стійкість. Нарешті, найважливішим видом тривоги виступає для Тілліха тривога онтологічна, пов'язана зі страхом відчуження і з питанням про потойбічне життя, де відповідь на проблему онтологічного страху небуття людини проявляється в релігійному досвіді особистої зустрічі людини з Богом. Тілліх пише про сенс небуття і сенс відчаю. Тілліх закінчує свої роздуми про людину, яка здатна в тривозі провини й осуду усвідомити Бога, після того як традиційні символи, що допомагали їй вистояти перед обличчям цієї тривоги, втратили силу. Мужність повертається у вигляді безумовної віри, яка говорить «Так», незважаючи на відсутність особливої сили, здатної перемогти провину. Усередині віри всі форми мужності відновлені в силі Бога. Корінь мужності бути — Бог, який з'являється, коли страх зникає в тривозі сумніву.